# Consiglio Supremo di Difesa
Il Consiglio Supremo di Difesa (in sigla CSD) è un organo di rilievo costituzionale della Repubblica Italiana, per le problematiche riguardanti la sicurezza e la difesa nazionale.

## Storia

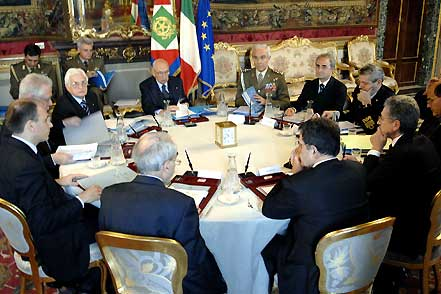
Il Presidente della Repubblica Giorgio Napolitano presiede il Consiglio Supremo di Difesa il 2 aprile 2007

I costituenti italiani del 1947 – memori dell'esperienza delle Commissioni supreme di difesa della tradizione statutaria e traendo spunto dal Conseil supérieur et le comité de la défense nationale previsto dalla costituzione della IV repubblica francese –  contemplarono, tra le molteplici attribuzioni del capo dello Stato, la presidenza del Consiglio supremo di difesa (art. 87.9). Niente però fu specificato su ordinamento e competenze del nuovo organo, lasciando carta bianca al legislatore.
L'organo fu istituito dalla legge 28 luglio 1950, n. 624 durante la guerra di Corea e il timore di un'estensione del conflitto all'Europa, e ne entrarono a far parte i massimi responsabili, politici e tecnici, della sicurezza nazionale: il capo dello Stato, il presidente del Consiglio, il ministro della difesa, il capo di Stato maggiore della difesa, nonché i ministri di interno, esteri, tesoro e industria e commercio. Neanche la legge istitutiva brillò per completezza e chiarezza, lasciando un alone di ambiguità su molte importante questioni, compresa la stessa natura giuridica dell'organo e la sua collocazione nel sistema costituzionale. Disposizioni (costituzionali e legislative) sottili e suscettibili di molteplici interpretazioni –  seguite da una normativa secondaria parziale e informale (regolamento interno del 1951) o tardiva e contraddittoria (come il nuovo regolamento attuativo della legge del 1950 ovvero il D.P.R. 4 agosto 1990, n. 251) –  hanno, così, reso possibile che ordinamento interno e competenze del Csd si modellassero prevalentemente in via di fatto.
Tuttavia, la mutevolezza – sin dai primi anni della Repubblica e ancor oggi persistente – dei rapporti di forza tra i poteri dello Stato (in particolare tra capo dello Stato e Governo e tra presidente del Consiglio e ministri), sommata alla mancanza di pubblicità dei meccanismi di funzionamento e dell'attività svolta dal Csd, hanno impedito che la prassi inerente al Csd si consolidasse in convenzioni costituzionali significative e durature, ovvero capaci di sopravvivere ai capi di Stato e agli uomini di governo che le avevano di volta in volta instaurate. In occasione dell'approvazione della legge istitutiva, Einaudi, De Gasperi e Pacciardi si accordarono su ruolo e natura del Csd, lasciandone testimonianza nel preambolo del regolamento del 1951. Ma la convenzione costituzionale raggiunta non durò molto e il Csd che emerse nell'ultimo scorcio della II legislatura, sotto la presidenza Gronchi, era tutt'altro da quello dei primi anni 1950. 
Il Csd si presenta così come un “organo camaleontico”, la cui natura si modella ai vari contesti politici e istituzionali che contrassegnano la Repubblica: da organo collegiale con specifiche competenze a mera sede di confronto tra capo dello Stato e Governo priva di autonoma soggettività; da organo partecipe dell'indirizzo politico a organo con funzioni amministrative; da organo con poteri istruttori e consultivi a organo capace di determinare le più importanti questioni di sicurezza nazionale e imporle al Governo tramite l'adozione di direttive politiche vincolanti. Questo esempio certifica anche il ruolo strategico di coordinamento assunto dal Csd nel coniugare l'evoluzione delle direttrici politiche in materia di difesa e sicurezza per il sistema-Paese con il coordinamento con le linee guida operative adottate nel quadro dell'Alleanza Atlantica.
I primi sessant'anni di attività del Csd sono stati avvolti da un impenetrabile alone di mistero, facendone l'organo meno conosciuto della Repubblica. Il libro del 2011 di Riccardo Bellandi, Il Consiglio Supremo di Difesa. Storia, organizzazione, attività, per la prima volta, ne propone un quadro completo della storia, dell'organizzazione interna, del ruolo effettivamente rivestito nella definizione della politica di sicurezza nazionale. La ricerca si basa in gran parte sulla documentazione d'archivio del Quirinale: i comunicati stampa, il diario storico e, soprattutto, i verbali integrali delle sedute relative alle presidenze Einaudi, Gronchi, Segni, Saragat, Leone e Pertini.
Il Consiglio Supremo di Difesa si riunisce abitualmente nella Sala degli Arazzi di Lille nel Palazzo del Quirinale.

## Caratteristiche
È presieduto dal Presidente della Repubblica (art. 87 cost.), e, secondo il dettato della legge 28 luglio 1950, n. 624 ("Istituzione del Consiglio Supremo di Difesa" pubblicata sulla Gazzetta Ufficiale 28 agosto 1950, n. 196), "esamina i problemi generali politici e tecnici attinenti alla difesa nazionale e determina i criteri e fissa le direttive per l'organizzazione e il coordinamento delle attività che comunque la riguardano" (Art. 2 - Codice aggiornato con D. Lgs. 24 febbraio 2012).
Esso è regolato dalle disposizioni del Titolo II del decreto legislativo 15 marzo 2010, numero 66 ("codice dell'ordinamento militare").

## Organizzazione

### Presidente
Il CSD è presieduto dal Presidente della Repubblica.

### Componenti
È composto, attualizzandoli secondo i vari accorpamenti e cambiamenti di denominazione, da:
- Presidente del Consiglio dei ministri, con funzioni di vicepresidente;
- Ministro degli affari esteri;
- Ministro della difesa;
- Ministro dell'interno;
- Ministro dell'economia e delle finanze;
- Ministero delle imprese e del made in italy;
- Capo di Stato Maggiore della Difesa.

Partecipano per prassi alle riunioni del Consiglio il Sottosegretario di Stato alla Presidenza del Consiglio, il Segretario generale della Presidenza della Repubblica ed il Segretario del Consiglio supremo di difesa.
Il segretario del Consiglio supremo di difesa, nominato dal consiglio stesso, è invece un organo permanente autonomo.
Alle riunioni del consiglio possono essere convocati i capi di stato maggiore di Esercito, Marina e Aeronautica e il Comandante Generale dell'Arma dei Carabinieri, il presidente del Consiglio di Stato su invito del Presidente della Repubblica, nonché persone di particolare competenza nel campo scientifico, industriale ed economico ed esperti in problemi militari.
Il Consiglio supremo di difesa si riunisce almeno due volte all'anno ed è convocato dal Presidente della Repubblica, anche dietro richiesta del Presidente del Consiglio dei ministri, ogniqualvolta ne ravvisino la necessità.

## Funzioni
Nel Csd i responsabili dell’indirizzo politico in materia di difesa nazionale ne esaminano i problemi generali, sulla base delle direttive generali determinate dal Governo e dal Parlamento. 
Da questa analisi scaturiscono delle direttive vincolanti per il Presidente della Repubblica, il Consiglio dei ministri (e di conseguenza i singoli ministeri) e il comandante delle forze armate italiane, secondo le diverse aree di competenza.
Le sue funzioni sono in gran parte delineate in negativo, cioè perché la maggior parte dei compiti concretamente decisionali, rientranti nella generale dizione della L. n. 624/50, rientrano in realtà nelle competenze di altri organi. In particolar modo l'indirizzo politico in materia di politica estera e militare spetta al Governo, e la determinazione dei piani strategici e di difesa dei confini sono di competenza del Capo di stato maggiore. Di conseguenza il CSD si limita a svolgere attività consultive e istruttorie per le decisioni del Consiglio dei ministri, al pari di un Comitato interministeriale, fenomeno con il quale è molto affine.

## Componenti attuali
| Ritratto | Nome                      | In qualità di                                                    | Dal             |
| -------- | ------------------------- | ---------------------------------------------------------------- | --------------- |
|          | Sergio Mattarella         | Presidente della Repubblica Italiana                             | 3 febbraio 2015 |
|          | Giorgia Meloni            | Presidente del Consiglio dei ministri                            | 22 ottobre 2022 |
|          | Antonio Tajani            | Ministro degli affari esteri e della cooperazione internazionale | 22 ottobre 2022 |
|          | Guido Crosetto            | Ministro della difesa                                            | 22 ottobre 2022 |
|          | Matteo Piantedosi         | Ministro dell'interno                                            | 22 ottobre 2022 |
|          | Giancarlo Giorgetti       | Ministro dell'economia e delle finanze                           | 22 ottobre 2022 |
|          | Adolfo Urso               | Ministro delle imprese e del made in Italy                       | 22 ottobre 2022 |
|          | Alfredo Mantovano         | Segretario del Consiglio dei ministri                            | 22 ottobre 2022 |
|          | Luciano Antonio Portolano | Capo di stato maggiore della difesa                              | 4 ottobre 2024  |

### Segretari
| Ritratto | Nominativo                      | Durata del mandato                  |
| -------- | ------------------------------- | ----------------------------------- |
|          | generale Rolando Mosca Moschini | 27 febbraio 2015 - 24 febbraio 2022 |
|          | Francesco Saverio Garofani      | 24 febbraio 2022 - in carica        |